# Jennifer Elie
Jennifer Elie (* 22. September 1986 in Brooklyn, New York) ist eine ehemalige US-amerikanische Tennisspielerin.

## Karriere
Jennifer Elie spielt vorrangig Turniere des ITF Women’s Circuit, bei denen sie bislang zwei Einzel- und sechs Doppeltitel gewann.
Ihr erstes WTA-Turnier bestritt sie 2005 in der Qualifikation für die Copa Colsanitas Seguros Bolivar, sie scheiterte dort aber gleich in der ersten Runde. 2006 ging sie bei den Hansol Korean Open Tennis Championships im Doppel an den Start, schied aber ebenfalls bereits in der ersten Runde aus. 2012 und 2013 spielte sie einige Qualifikationen zu WTA-Turnieren, schaffte es im Einzel aber lediglich bei den Citi Open ins Hauptfeld, wo sie in Runde eins ausschied. Bei den Texas Tennis Open 2012 erreichte Elie mit ihrer Doppelpartnerin Asia Muhammad das Viertelfinale.
Für die Qualifikation zu den US Open erhielt Elie 2015 eine Wildcard; sie verlor aber erneut in der ersten Runde mit 3:6 und 0:6 gegen Zhang Shuai. Bei der Qualifikation zum Coupe Banque Nationale in Québec im selben Jahr schied sie ebenfalls in der ersten Runde der Qualifikation aus.

## Turniersiege

### Einzel
| Nr. | Datum          | Turnier | Kategorie   | Belag     | Finalgegnerin      | Ergebnis      |
| --- | -------------- | ------- | ----------- | --------- | ------------------ | ------------- |
| 1.  | 14. April 2012 | Caracas | ITF $10.000 | Hartplatz | Lauren Albanese    | 6:1, 6:2      |
| 2.  | 21. April 2012 | Caracas | ITF $10.000 | Hartplatz | Marina Giral Lores | 6:4, 2:6, 6:4 |

### Doppel
| Nr. | Datum            | Turnier     | Kategorie   | Belag     | Partnerin             | Finalgegnerinnen                  | Ergebnis         |
| --- | ---------------- | ----------- | ----------- | --------- | --------------------- | --------------------------------- | ---------------- |
| 1.  | 1. Mai 2007      | Los Mochis  | ITF $10.000 | Hartplatz | Maria Fernanda Alves  | Danielle Brown Emily Webley-Smith | 6:3, 6:0         |
| 2.  | 17. Juli 2007    | Wichita     | ITF $10.000 | Hartplatz | Jelena Pandžić        | Anna Egorova Madina Rakhim        | 6:2, 3:6, 6:1    |
| 3.  | 2. Juni 2008     | Hilton Head | ITF $10.000 | Hartplatz | Nadja Gilchrist       | Carolina Salge Keri Wong          | 6:1, 0:6, [10:5] |
| 4.  | 20. April 2012   | Caracas     | ITF $10.000 | Hartplatz | Maria Andrea Cardenas | Luicelena Perez Karina Venditti   | 6:3, 4:6, [10:3] |
| 5.  | 27. Februar 2015 | Clare       | ITF $15.000 | Hartplatz | Jessica Moore         | Mana Ayukawa Kotomi Takahata      | 6:3, 7:5         |
| 6.  | 23. Februar 2019 | Perth       | ITF $15.000 | Hartplatz | Irina Ramialison      | Haine Ogata Aiko Yoshitomi        | 7:5, 6:4         |